# 川井英良
川井 英良（かわい ひではる、1910年1月27日 - 1997年2月14日）は、日本の司法官。
長野県北安曇郡大町（現・大町市）出身。旧制長野県大町中学校、旧制第八高等学校を経て、1936年に東京帝国大学法学部を卒業。1937年に司法省入省、翌年検事任官。最高検察庁検事、法務省刑事局長、最高検察庁公安部長、名古屋高等検察庁検事長などを務めた後、1973年に公安調査庁長官となる。1975年に退官し、弁護士を開業した。

## 参考
- 『長野県人名鑑』信濃毎日新聞社、1974年